# 林立迎
林立迎（1972年7月25日—），马来西亚政治人物，希望联盟民主行动党直辖区州秘书，也是现任甲洞国会议员。

## 报案促查阿末扎希言论
2014年9月2日，林立迎针对巫统副主席兼内政部长阿末扎希先后在两份英文报章的电子报发表的谈话，向冼都警局报案，并建议警方援引刑事法典504条文（故意侮辱及破坏公共安宁）及刑事法典499条文（诽谤）展开调查。
2019年11月10日，林立迎前往笨珍警区报案，指巫统主席阿末扎希对沈可婷案的判决发表藐视法庭言论，要求警方展开调查。他表示，作为负责任的政治人物，阿末扎希应该尽力向人民解释法庭的判决，而不是把法庭案件当作政治武器：“华裔女郎沈可婷撞死8名蚊型脚车骑士一案，是法庭基于证据而做出的判决。阿末扎希却引用来指法庭双重标准。这是在污辱马来西亚司法机构，企图影响人们对司法机构的信心。”他认为，阿末扎希的言论已构成藐视法庭，警方应对其展开调查。

## 一马公司丑闻
2015年8月4日，林立迎向马来西亚反贪污委员会投报，要求重新开案调查26亿令吉汇入首相纳吉·阿都拉萨个人户口的案件，因为2009年反贪污委员会法令第3(a)条款针对贿赂品的定义，其中一项就包括捐款。
2015年10月8日，林立迎促请马华公会针对首相纳吉向马华前总会长林良实喊告并要求撤回“拿人家的钱放入自己口袋”言论一事召开紧急会议，收集马华基层意见，了解是否和林良实站在同一阵线。他说，会议结果如果不支持林良实，就等同支持纳吉，由得林良实面对被喊告的后果，相反的，如果支持林良实，就代表马华也认同纳吉处理一马发展公司和26亿令吉献金不当。
2016年7月22日，林立迎就美国司法部兴讼一马公司一案，到警局报案，要求警方调查这起案件中所有涉案人士、没收他们的护照与公开“大马一号高官”的身份。他也要求警方调查美国联邦调查局透露的从1MDB窃取的35亿美金的去向。
2019年6月2日，林立迎前往吉隆坡金马路警局报案，促请警方针对3位“前大头”开档调查，是否曾经涉及意图掩盖一马公司弊案真相，以正视听。他要求调查的对象分别是前总检察长莫哈末阿班迪阿里、前全国警察总长莫哈末·弗兹，以及前反贪污委员会首席专员祖基菲里。

## 事件
林立迎因向赖彩雲及其满星雲集团公司发表诽谤言论而遭到后者起诉，2023年被法院判处赔偿200万令吉。